# Bzura

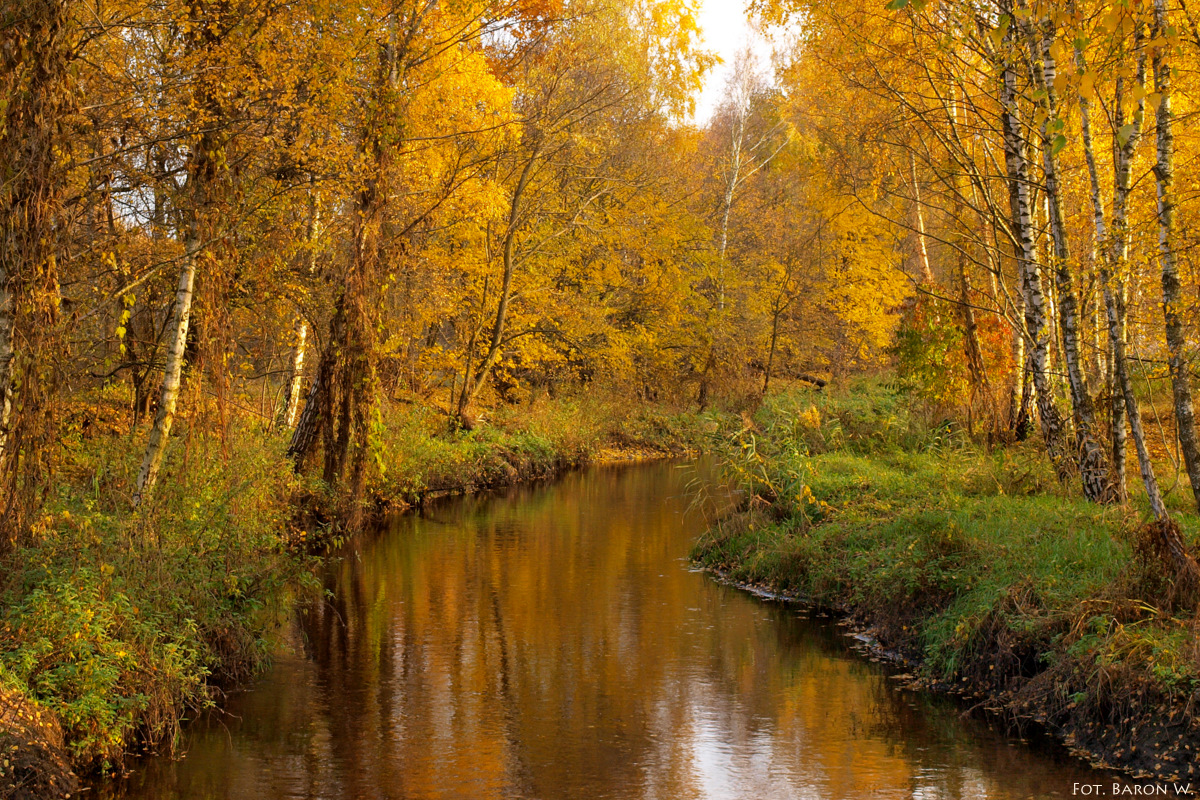
Bzura w okolicach Aleksandrowa Łódzkiego

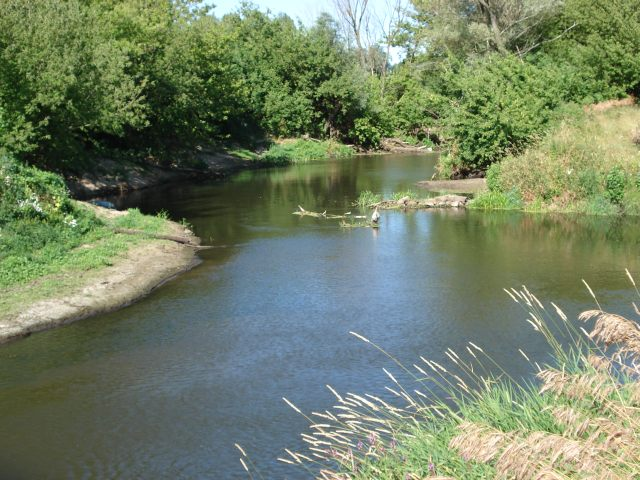
Bzura w Kompinie

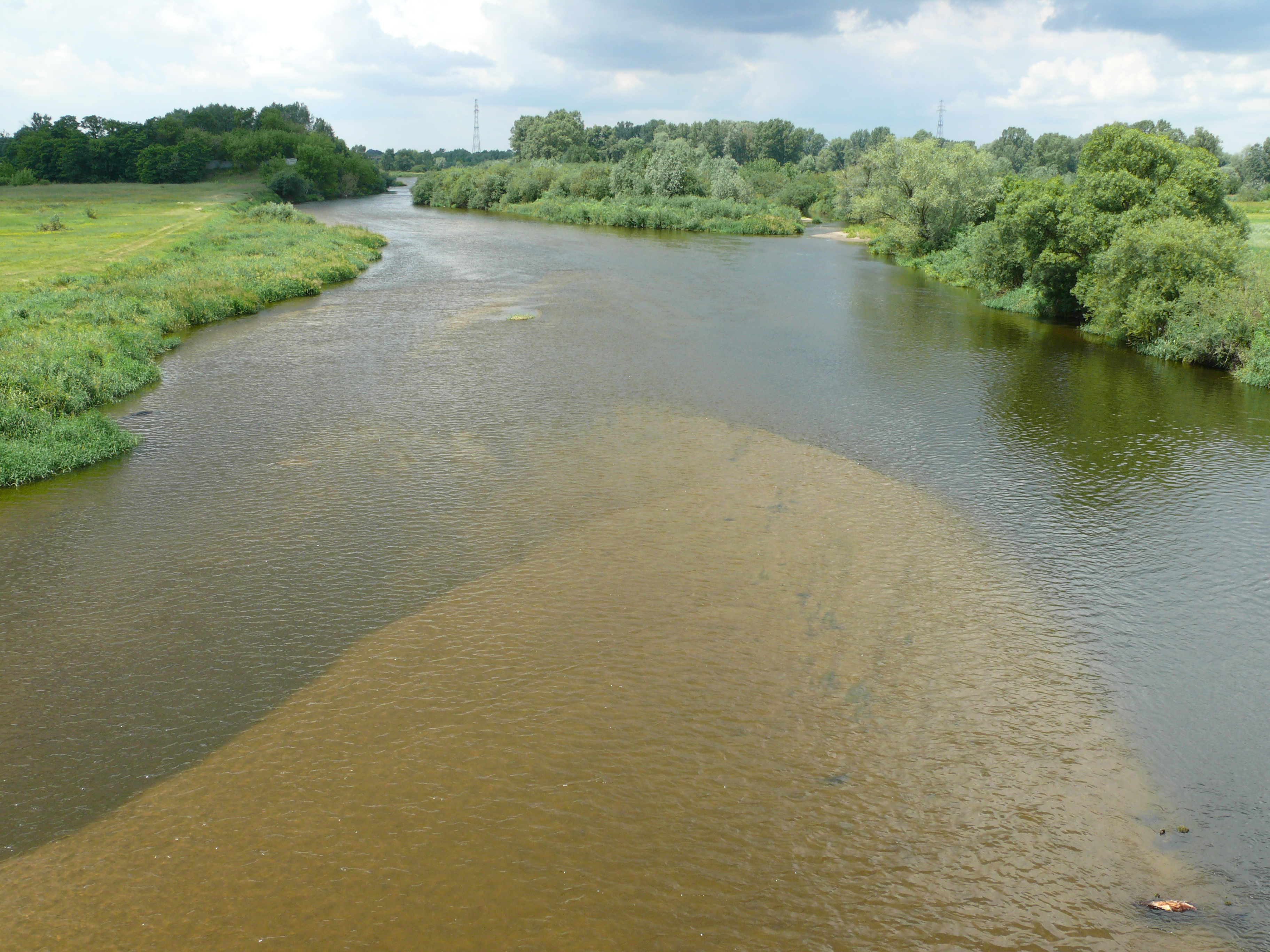
Bzura blisko ujścia do Wisły

Bzura – rzeka na Nizinach Środkowopolskich, lewy dopływ Wisły o długości 166 km. Większa część biegu prowadzi wzdłuż północnego skraju Równiny Łowicko-Błońskiej. Maksymalna rozpiętość wahań stanów wody w dolnym biegu wynosi 4,5 m. Źródła znajdują się na wysokości 238 m n.p.m. w granicach Łodzi, a ujście do Wisły na wysokości 60 m n.p.m. Jest to typowa rzeka nizinna.

## Dopływy
W kolejności od źródeł do ujścia.
- (P) Łagiewniczanka
- (L) Sokołówka
- (P) Linda
- (L) Czartówka (zwana również Wróblinka)
- (L) Kanał Królewski (łączy Bzurę z Nerem przez rzekę Zian)
- (L) Witonia
- (L) Ochnia
- (P) Moszczenica
- (P) Mroga
- (L) Słudwia
- (P) Bobrówka
- (P) Uchanka
- (P) Zwierzyniec
- (P) Skierniewka
- (P) Rawka
- (P) Sucha
- (L) Lutomia
- (P) Pisia
- (P) Utrata
- (P) Łasica

## Miejscowości położone nad Bzurą
- Łódź
- Zgierz
- Ozorków
- Łęczyca
- Łowicz
- Sochaczew
- Brochów
- Wola Kałkowa
- Sobota
- Wyszogród
- Aleksandrów Łódzki
- Ruda Bugaj
- Nakielnica
- Karolew

## Opis biegu oraz funkcje w ujęciu historycznym na terenie Łodzi
Swoje naturalne źródła miała Bzura w Lesie Łagiewnickim, na zachód od ulicy Strykowskiej, na obecnych terenach osiedla Rogi, jednak współcześnie te dawne obszary źródłowe tracą powoli swój pierwotny charakter. Wykształcone niegdyś regularne koryto występuje już od przepustu drogowego pod ul. Strykowską, ale stały przepływ pojawia dopiero poniżej ul. Boruty i rosnąca struga zasila drobne stawiki pomiędzy ul. Boruty i ul. Wycieczkową. Na dalszym odcinku Bzura płynie ku zachodowi, tworząc trzy większe zbiorniki wodne Arturówek. Położone w malowniczej dolinie wśród lasu, dały początek największej w Łodzi bazie rekreacyjno-wypoczynkowej z przystanią kajakarsko-wioślarską. Za stawami w Arturówku Bzura zmienia kierunek na północny”, w okolicach Marianki przyjmując wody innej rzeczki wchodzącej w skład kompleksu leśnego – Łagiewniczanki (pierwszego prawobrzeżnego dopływu). Bzura jest najdłuższą rzeką mającą źródła w Łodzi (na terenie miasta płynie na długości 6,5 km).